# شاگنسی، ونکوور

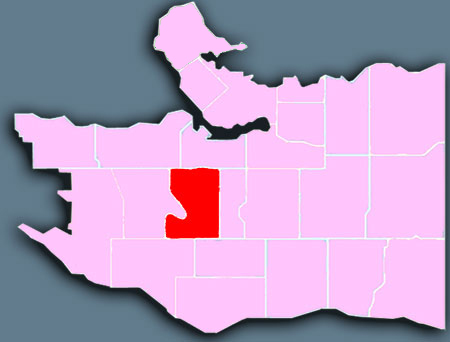
نقشه

شاگنسی، ونکوور (انگلیسی: Shaughnessy, Vancouver) یک محله تقریباً کاملاً مسکونی در ونکوور، بریتیش کلمبیا، کانادا، با مساحتی حدود ۴۴۷ هکتار در یک منطقه نسبتاً مرکزی. از شمال با خیابان ۱۶، از جنوب با خیابان ۴۱، از شرق با خیابان اوک و از غرب با بلوار شرقی همسایه است.